# Retribuzione globale di fatto
La retribuzione globale di fatto, nel diritto del lavoro in Italia, consiste in tutti quegli elementi retributivi che il lavoratore percepisce con continuità nel tempo. 
A titolo esemplificativo fanno parte di essa l'indennità per il lavoro notturno, le trasferte, l'uso di autovettura propria, l'utilizzo dell'alloggio. Sono esclusi invece i rimborsi spese e tutti quegli elementi che non sono percepiti mensilmente o in ogni caso con continuità.
La retribuzione base (o paga base) si distingue in quanto contempla esclusivamente la normale retribuzione spettante per contratto.